# Klap Houck
Klap Houck (ook: Klap Hoek) is een gehucht in het Franse Noorderdepartement. Het ligt op de grens van de gemeenten Soks en Kwaadieper. Het gehucht ligt zo'n 700 meter ten oosten van het dorpscentrum van Soks, waar de weg van Sint-Winoksbergen naar Sint-Omaars aftakt van de weg van Sint-Winoksbergen naar Kassel.

## Geschiedenis
Op 19de-eeuwse kadasterplannen wordt de plaats aangeduid als Claphouck of Klap Hoek. Aan het kruispunt is er van oudsher de gelijknamige herberg.

## Bezienswaardigheden
- Bij het gehucht staat op het grondgebied van Soks een landhuis uit het eind van de 18de, begin van de 19de eeuw. Het kasteeltje is ingeschreven als monument historique.